# Cees Bol
Cees Bol (ur. 27 lipca 1995 w Zaandam) – holenderski kolarz szosowy.

## Osiągnięcia
Opracowano na podstawie:

2016
- 1. miejsce w Olympia’s Tour

2018
- 2. miejsce w Circuit des Ardennes
- 2. miejsce w Arno Wallaard Memorial
- 1. miejsce w klasyfikacji punktowej Tour de Bretagne
  - 1. miejsce na 5. etapie
- 1. miejsce w Flèche Ardennaise
- 2. miejsce w Ronde van Noord-Holland
- 2. miejsce w Grote Prijs Marcel Kint
- 3. miejsce w Lillehammer GP

2019
- 1. miejsce w Nokere Koerse
- 1. miejsce na 7. etapie Tour of California
- 1. miejsce na 1. etapie Tour of Norway

2020
- 1. miejsce na 3. etapie Volta ao Algarve

2021
- 1. miejsce na 2. etapie Paryż-Nicea
- 3. miejsce w Okolo Slovenska

2022
- 1. miejsce na 2. etapie Tour of Britain

2023
- 3. miejsce w Quatre Jours de Dunkerque

## Rankingi
| Rok             | 2015 | 2016 | 2017  | 2018 | 2019 | 2020 | 2021 | 2022  | 2023 | 2024 |
| --------------- | ---- | ---- | ----- | ---- | ---- | ---- | ---- | ----- | ---- | ---- |
| World Ranking   |      | 562. | 2757. | 166. | 125. | 296. | 287. | 1202. | 185. | 356. |
| UCI Europe Tour | -    | 357. | 1756. | 53.  | 104. | 244. | 242. | 841.  | -    | -    |
| UCI Asia Tour   | 241. | 371. | -     | -    |      |      |      |       |      |      |
|                 |      |      |       |      |      |      |      |       |      |      |
| Źródło: UCI     |      |      |       |      |      |      |      |       |      |      |